# Luis Arribas Castro
Luis Arribas Castro (Barcelona, 14 de julio de 1934-Hospitalet de Llobregat, 16 de febrero de 2006) fue un periodista locutor profesional de radio durante cuarenta años.

## Trayectoria profesional
Conocido popular y cariñosamente por Don Pollo, un personaje que introdujo en la Cadena SER en Barcelona en los años 1980, durante su trayectoria trabajó para distintas cadenas de radio como Radio Juventud o Cadena Catalana. También participó en el programa La orquesta de Televisión Española. Fue creador del popular programa Europa Musical (1964-69) en EAJ-15 Radio España en Barcelona, donde dio a conocer y promocionó cantantes como Luis Aguilé, Françoise Hardy, Salvatore Adamo, Tom Jones, Elvis Presley o Frank Sinatra. Asimismo fue impulsor de grupos españoles (Los Salvajes, Los Sírex, Lone Star o Los Brincos) y presentó a The Beatles y al Dúo Dinámico en su aparición en Barcelona. Su popularidad como periodista radiofónico la alcanzó con el programa La ciudad es un millón de cosas, un lema que se repetía en Barcelona y que, en palabras de Vázquez Montalban, había dado lugar a «memoria auditiva».
Con Los Salvajes tuvo una estrecha colaboración ya que fue el autor de la mayoría de las letras de sus canciones, resaltar el poema del tema Rosa de Papel en donde intervino en la introducción recitada.
También con los Lone Star colaboró con la autoría de letras de canciones como "Amor Bravo" o "Mis vacaciones" bajo el seudónimo de Luarca, acrónimo formado por las dos primeras letras de su nombre y apellidos.
Recibió el premio Ondas en 1976 y en 2005 fue galardonado con la Creu de Sant Jordi por la Generalidad de Cataluña.